# First Impressions
A First Impressions Olivia Newton-John első válogatásalbuma, mely korai folk és country jellegű sikereit tartalmazza. Az album több országban is megjelent, Ausztráliában Great Hits! First Impressions címmel és némileg más összetétellel került kiadásra. Ausztráliában, más országokkal ellentétben ez a lemez számít az első hivatalos Olivia válogatásnak.

## Az album dalai a nemzetközi kiadásban
- If Not For You
- Banks of the Ohio (trad)
- Love Song
- Winterwood
- Everything I Own
- What Is Life (George Harrison)
- Take Me Home Country Roads
- Amoureuse
- Let Me Be There (John Rostill)
- Changes (Olivia Newton-John)
- Music Makes My Day
- If You Love Me, Let Me Know

## Az album dalai az ausztrál kiadásban
- If Not For You
- Banks of the Ohio
- Winterwood
- Take Me Home Country Roads
- Amoureuse
- Let Me Be There
- I Honestly Love You
- Long Live Love
- If You Love Me (Let Me Know)
- What Is Life
- If We Try
- Music Makes My Day

## Borítóváltozatok
A nemzetközi és az ausztrál kiadás ugyanazzal az Oliviát ábrázoló portré fotóval, de némileg eltérő kivágással készült. Az album belső borítóján Olivia és két kutyájának egyike, Geordie vagy Murphy látható.

## Kiadások
- UK LP: EMI Records EMC 3055
- UK LP: MFP Records 41 5740 1
- NSZK LP: EMI C062-95957
- Ausztrál LP: Festival Records L-3575
- Ausztrál remastered CD: Festival Records D 35375 (1998)